# 오쿠마 기요시
오쿠마 기요시(일본어: 大熊 清, 1964년 6월 21일 ~ )는 일본의 전 축구 선수, 감독이다.

## 구단 경력
1987년부터 1992년까지 도쿄 가스에서 뛰었다.

## 지도자 경력
1994년부터 2001년까지 도쿄 가스(FC 도쿄)에서 감독을 맡았다. 1999년 J2리그 준우승으로 J1리그로 승격하였다.
2002년 일본 U-20 국가대표팀의 감독으로 부임. 2003년과 2005년 FIFA 세계 청소년 축구 선수권 대회에 출전했다. 2003년 대회 8강, 2005년 대회 16강 진출.